# Charles de Lusse
Charles de Lusse, Schreibweise des Nachnamens auch Delusse oder De Lusse, (* um 1720; † nach 1774) war ein französischer Flötist und Komponist.

## Leben und Werk
De Lusse wird in zeitgenössischen Notendrucken nur als Monsieur Delusse oder M. D. L. genannt. Der Vorname Charles wurde erstmals 1837 von François-Joseph Fétis genannt. Da ihm dort auch eine umfangreiche Tätigkeit als Instrumentenbauer zugeschrieben wird, liegt es nahe anzunehmen, dass Fétis einer Verwechslung mit dem Flöten- und Oboenmacher Ch. de Lusse aufgesessen ist. Ob de Lusse in verwandtschaftlicher Beziehung zu dieser Pariser Familie von Holzblasinstrumentenmachern stand, ist nicht belegt. 1743 erschien die erste Gesangskomposition von de Lusse im Druck, 1751 folgten erste Flötenkompositionen. 1758 wurde er Mitglied des Orchesters der Pariser Opéra-Comique und im folgenden Jahr wurde seine komische Oper L’amant statue uraufgeführt. De Lusse war auch als Flötenpädagoge tätig und verfasste eine Flötenschule (L’art de la flûte traversière). 1764 beklagte sich der konkurrierende Flötist Pierre-Gabriel Buffardin im Mercure de France, dass seine Erfindung des Spiels von Vierteltönen auf der Flöte von einem anonymen Komponisten gestohlen worden sei; gemeint war damit de Lusse, der eine Air à la Grecque zusammen mit einer Grifftabelle für Vierteltöne veröffentlicht hatte, die Buffardin als sehr fehlerhaft bezeichnete. 1769 trug de Lusse den Erläuterungsartikel Musique für den Bildtafelband der Enzyklopädie von Diderot und d’Alembert bei. Nach 1774 wird er nicht mehr erwähnt.
Die Kompositionen von de Lusse – unter anderem Flötensonaten sowie Lieder und Romanzen – sind teilweise durch die Mannheimer Schule beeinflusst.

## Werke
Kompositionen
- L’amant statue. Komische Oper. 1759.
- Recueil de romances historiques, tendres et burlesques, tant anciennes que modernes, avec les airs notés. 1767 (Digitalisat in der Google-Buchsuche).
- Recueil de romances historiques, tendres et burlesques, tant anciennes que modernes, avec les airs notés. Band 2. 1774 (Digitalisat in der Google-Buchsuche).

Unterrichtswerke
- L’art de la flûte traversière. Paris 1760. Diverse Reprints, u. a.:
  - Knuf, Buren 1980, ISBN 90-6027-207-2.
  - Ed. Scelte, Firenze 1997, ISBN 88-7242-765-7.
  - In: Faksimiles: Méthodes & traités: Serie 1, France 1600–1800. Fuzeau, Courlay 2001, ISMN 979-0-2306-5822-5 (Suche im DNB-Portal).